# Lucky Joe Almond
„Lucky“ Joe Almond (* 17. Januar 1923 in Wedowee, Randolph County, Alabama, als Joseph Curtis Almond; † 28. Februar 1971 in Riverview, Hillsborough County, Florida) war ein US-amerikanischer Rockabilly- und Country-Musiker.

## Leben
Lucky Joe Almond stammte aus Alabama und startete seine Karriere Anfang der 1950er-Jahre, indem er einige Demoaufnahmen von sich an Lillian McMurry, Besitzerin der Trumpet Records, schickte. McMurry hatte sich auf Rhythm and Blues spezialisiert, nahm aber hin und wieder auch weiße ländliche Musiker auf. Ihr gefiel Almonds Stil und nahm ihn unter Vertrag. Zusammen mit Jimmy Swans Band nahm Almond im Februar 1953 ein Cover des R&B-Songs Rockin‘ with Red von Piano Red unter dem Titel Rock Me auf. Die Single wurde von weißen wie auch schwarzen Zuhörern gut aufgenommen und wurde zu einer von Trumpets erfolgreichsten Platten.
Zu dieser Zeit bestritt Almond regelmäßig Auftritte im Midway Jamboree, einer regionalen Country-Show aus Alabama. Almond verlangte nach der Session und den guten Verkäufen eine Auszahlung seines Lohnes, doch McMurry wies dies zurück. Zu dieser Zeit befand sich Trumpet bereits in finanziellen Schwierigkeiten. Stattdessen setzte McMurry Almond Anfang 1954 mit seiner Band, den Hillbilly Rockers, in den Diamond Studios zusammen und heraus kamen die beiden Hillbilly-Boogies Gonna Roll and Rock und der Hickory Nut Boogie. Die Single versprach Erfolg, aber am Ende wurde es doch eine Enttäuschung. Es war die letzte Veröffentlichung des Trumpet-Labels, das danach geschlossen wurde.
Almond wechselte danach zu McMurrys neuem Label Globe Records. 1956 nahm er die Rockabilly-Songs Oo-O-O-O! Anything Goes und Go On and Talk Your Head Off – erneut im Diamond Studio – auf. Diese Aufnahmen waren die letzten bekannten, die Almond machte und zugleich die letzten, die im Diamond Studio gemacht wurden, denn auch das wurde danach geschlossen.
Danach verschwand Almond aus der Musikszene. Adam Komorowski schrieb 2005 über Almond: „Lillian McMurry […] made her contribution to the birth of rockabilly with her development of country singer Lucky Joe Almond, who with his Hillbilly Rockers was one of the artists who straddled the divide between country and rockabilly.“

## Diskographie
| Jahr | Titel                                                       | Plattenfirma   |
| ---- | ----------------------------------------------------------- | -------------- |
| 1953 | Rock Me / The Last Waltz                                    | Trumpet 45-199 |
| 1954 | Gonna Roll and Rock / Hickory Nut Boogie                    | Trumpet 45-221 |
| 1954 | Tanglewood Waltz / Everyday of the Week                     | Trumpet 223    |
| 1956 | Oo-O-O-O-! Anything Goes [!] / Go On and Talk Your Head Off | Globe 45-240   |